# Донг
Донг (вьет. đồng, тьы-ном 銅), также Вьетнамский донг — денежная единица Вьетнама. Выпускается Государственным банком Вьетнама. Буквенный код донга в стандарте ISO 4217 — VND, цифровой — 704. Официальный символ — ₫ и đ. По состоянию на август 2024 года, вьетнамский донг является третьей денежной единицей мира с низкой стоимостью (после иранского риала и ливанского фунта).
Раньше донг подразделился на 10 хао (вьет. hào, тьы-ном 毫) или 100 су (вьет. xu, тьы-ном 樞), и ни один из них сейчас не в обращении из-за инфляции донга. Банкнот в номинале 500 000 донгов является самой высокой купюрой в обращении. Донг также являлся валютой государств-предшественников ДРВ и Южного Вьетнама, заменив ранее использовавшийся индокитайский пиастр.

## История
С вьетнамского языка «донг» переводится как «медь» или «бронза». Первоначально происходит от đồng tiền «деньги», когната китайского слова «тунцянь» кит. трад. 銅錢, упр. 铜钱, пиньинь tóng qián. Позже, в период колонизации Вьетнама Францией, денежной единицей страны был индокитайский пиастр. На вьетнамском их также называли «đồng» или «bac» (серебро). После обретения независимости и Северный Вьетнам, и Южный Вьетнам начали выпуск собственных денежных единиц, получивших название «донг».

### Северный Вьетнам
Первый выпуск донгов был произведён Северным Вьетнамом в 1947 году, его стоимость была равна одному пиастру. В обращении продолжал использоваться индокитайский пиастр (до ноября 1954 года), а также старинные медные и цинковые донги. После двух денежных реформ в 1951 и 1959 годах донг 1947 года был обменян в соотношении 10:1, а затем донг 1951 года — 10000:1. В выпуск 1951 года входили купюры достоинством 10, 20, 50, 100, 200, 500, 1000 и 5000 донгов.

#### Монеты

##### Монеты 1945—1946 годов
| Номинал монет | Изображение | Изображение | Металл   | Диаметр (мм) | Вес (г) | Толщина (мм) | Гурт     | Год  |
| ------------- | ----------- | ----------- | -------- | ------------ | ------- | ------------ | -------- | ---- |
| 20 су         |             |             | Алюминий | 23           | 2       |              | рубчатый | 1945 |
| 5 хао         |             |             | Алюминий | 27           | 2,5     | 2            | рубчатый | 1946 |
| 5 хао         |             |             | Алюминий | 27           | 2,5     | 2            | рубчатый | 1946 |
| 1 донг        |             |             | Алюминий | 33           | 4,84    | 2,5          | рубчатый | 1946 |
| 2 донга       |             |             | Бронза   | 30,5         | 12,5    | 2            | гладкий  | 1946 |

##### Монеты 1958 года
| Номинал монет | Изображение | Изображение | Металл   | Диаметр (мм) | Вес (г) | Толщина (мм) | Гурт    | Год  |
| ------------- | ----------- | ----------- | -------- | ------------ | ------- | ------------ | ------- | ---- |
| 1 су          |             |             | Алюминий | 20           | 0,9     | 1,4          | гладкий | 1958 |
| 2 су          |             |             | Алюминий | 22           | 1,22    | 1,6          | гладкий | 1958 |
| 5 су          |             |             | Алюминий | 24           | 1,6     | 1,7          | гладкий | 1958 |

##### Монеты 1976 года
| Номинал монет | Изображение | Изображение | Металл   | Диаметр (мм) | Вес (г) | Толщина (мм) | Гурт     | Год  |
| ------------- | ----------- | ----------- | -------- | ------------ | ------- | ------------ | -------- | ---- |
| 1 хао         |             |             | Алюминий | 19           | 1,1     | 1,8          | гладкий  | 1976 |
| 2 хао         |             |             | Алюминий | 21           | 1,41    | 1,8          | рубчатый | 1976 |
| 5 хао         |             |             | Алюминий | 23           | 1,9     | 2            | гладкий  | 1976 |
| 1 донг        |             |             | Алюминий | 26           | 2,8     | 2,4          | гладкий  | 1976 |

#### Банкноты

##### Эмиссия 1946—1950 годов
| Выпуск 1946—1950 годов | Выпуск 1946—1950 годов | Выпуск 1946—1950 годов | Выпуск 1946—1950 годов | Выпуск 1946—1950 годов  | Выпуск 1946—1950 годов               | Выпуск 1946—1950 годов                          | Выпуск 1946—1950 годов | Выпуск 1946—1950 годов |
| Изображение            | Изображение            | Номинал                | Размеры                | Основные цвета          | Описание                             | Описание                                        | Описание               | Год выпуска            |
| Аверс                  | Реверс                 | Номинал                | Размеры                | Основные цвета          | Аверс                                | Реверс                                          | Водяной знак           | Год выпуска            |
| ---------------------- | ---------------------- | ---------------------- | ---------------------- | ----------------------- | ------------------------------------ | ----------------------------------------------- | ---------------------- | ---------------------- |
|                        |                        | 20 су                  |                        | кирпичный               | Портрет Хо Ши Мина                   | Солдат и крестьянин                             | Отсутствует            | 1948                   |
|                        |                        | 50 су                  |                        | зелёный                 | Портрет Хо Ши Мина                   | Солдат и крестьянин                             | Отсутствует            | 1948                   |
|                        |                        | 1 донг                 | 114×63                 | бежевый                 | Портрет Хо Ши Мина                   | Крестьяне                                       | Отсутствует            | 1947                   |
|                        |                        | 5 донгов               | 121×71                 | кремовый                | Портрет Хо Ши Мина                   | Рабочий на фоне завода                          | Отсутствует            | 1946                   |
|                        |                        | 5 донгов               | 126×65                 | красный                 | Портрет Хо Ши Мина                   | Мать с ребёнком                                 | Отсутствует            | 1947                   |
|                        |                        | 10 донгов              | 138×81                 | темно-зелёный           | Портрет Хо Ши Мина, солдат и рабочий | Номинал                                         | Отсутствует            | 1948                   |
|                        |                        | 20 донгов              | 148×76                 | кирпичный               | Портрет Хо Ши Мина                   | Крестьянин с буйволом, рабочий, мать с ребёнком | Отсутствует            | 1946                   |
|                        |                        | 20 донгов              | 145×67                 | синий, красный          | Портрет Хо Ши Мина                   | Сельская сцена                                  | Отсутствует            | 1947                   |
|                        |                        | 50 донгов              | 170×90                 | синий, красный          | Портрет Хо Ши Мина                   | Крестьянин с буйволом, рабочий, мать с ребёнком | Отсутствует            | 1947                   |
|                        |                        | 50 донгов              | 149×76                 | зелёный, красный        | Портрет Хо Ши Мина                   | Крестьяне                                       | Отсутствует            | 1948-1949              |
|                        |                        | 100 донгов             |                        | зелёный, бежевый        | Портрет Хо Ши Мина, крестьяне        | Крестьяне с буйволами                           | Отсутствует            | 1946                   |
|                        |                        | 100 донгов             | 172×83                 | розовый                 | Портрет Хо Ши Мина                   | Крестьянин, солдат и мать с ребёнком            | Отсутствует            | 1948                   |
|                        |                        | 100 донгов             | 160×66                 | зелёный, коричневый     | Портрет Хо Ши Мина                   | рабочие                                         | Отсутствует            | 1949                   |
|                        |                        | 200 донгов             | 168×74                 | светло-коричневый       | Портрет Хо Ши Мина                   | Крестьяне                                       | Отсутствует            | 1950                   |
|                        |                        | 500 донгов             | 170×80                 | синий, красный, розовый | Портрет Хо Ши Мина                   | Солдаты                                         | Отсутствует            | 1949                   |

##### Эмиссия 1951—1953 годов
| Выпуск 1951—1953 годов | Выпуск 1951—1953 годов | Выпуск 1951—1953 годов | Выпуск 1951—1953 годов | Выпуск 1951—1953 годов | Выпуск 1951—1953 годов                    | Выпуск 1951—1953 годов              | Выпуск 1951—1953 годов | Выпуск 1951—1953 годов |
| Изображение            | Изображение            | Номинал                | Размеры                | Основные цвета         | Описание                                  | Описание                            | Описание               | Год выпуска            |
| Аверс                  | Реверс                 | Номинал                | Размеры                | Основные цвета         | Аверс                                     | Реверс                              | Водяной знак           | Год выпуска            |
| ---------------------- | ---------------------- | ---------------------- | ---------------------- | ---------------------- | ----------------------------------------- | ----------------------------------- | ---------------------- | ---------------------- |
|                        |                        | 10 донгов              |                        | розовый                | Портрет Хо Ши Мина                        | Крестьяне на рисовом поле           | Отсутствует            | 1951                   |
|                        |                        | 20 донгов              | 119×63                 | фиолетовый             | Портрет Хо Ши Мина                        | Солдат наблюдает за погрузкой лодки | Отсутствует            | 1951                   |
|                        |                        | 50 донгов              | 124×68                 | светло-зелёный         | Портрет Хо Ши Мина                        | солдаты и крестьяне собирают рис    | Отсутствует            | 1951                   |
|                        |                        | 100 донгов             | 133×73                 | бежевый                | Портрет Хо Ши Мина                        | Военное производство                | Отсутствует            | 1951                   |
|                        |                        | 200 донгов             | 137×75                 | красный                | Портрет Хо Ши Мина, строевая подготовка   | перевозчики на маршруте             | Отсутствует            | 1951                   |
|                        |                        | 500 донгов             | 143×78                 | зелёный                | Портрет Хо Ши Мина, артиллерийский расчет | Обработка земли крестьянами         | Отсутствует            | 1951                   |
|                        |                        | 1000 донгов            | 146×83                 | кирпичный              | Портрет Хо Ши Мина, горы                  | Солдат, рабочий и крестьянин        | Отсутствует            | 1951                   |
|                        |                        | 5000 донгов            | 153×85                 | синий                  | Портрет Хо Ши Мина                        | Позиции ПВО Северного Вьетнама      | Отсутствует            | 1953                   |

##### Эмиссия 1958 года
| Выпуск 1958 года | Выпуск 1958 года | Выпуск 1958 года | Выпуск 1958 года | Выпуск 1958 года           | Выпуск 1958 года                                           | Выпуск 1958 года     | Выпуск 1958 года    | Выпуск 1958 года |
| Изображение      | Изображение      | Номинал          | Размеры          | Основные цвета             | Описание                                                   | Описание             | Описание            | Год выпуска      |
| Аверс            | Реверс           | Номинал          | Размеры          | Основные цвета             | Аверс                                                      | Реверс               | Водяной знак        | Год выпуска      |
| ---------------- | ---------------- | ---------------- | ---------------- | -------------------------- | ---------------------------------------------------------- | -------------------- | ------------------- | ---------------- |
|                  |                  | 1 хао            | 102х55           | красный                    | Герб Северного Вьетнама                                    | Поезд                | Пятиконечные звезды | 1958             |
|                  |                  | 2 хао            | 110×60           | зелёный                    | Герб Северного Вьетнама                                    | Дамба                | Пятиконечные звезды | 1958             |
|                  |                  | 5 хао            | 118×64           | Коричневый, светло-зелёный | Герб Северного Вьетнама                                    | Текстильная фабрика  | Пятиконечные звезды | 1958             |
|                  |                  | 1 донг           | 133×71           | кирпичный                  | Герб Северного Вьетнама                                    | Рисовое поле         | Пятиконечные звезды | 1958             |
|                  |                  | 2 донга          | 142×76           | синий                      | Герб Северного Вьетнама, люди с флагом                     | Горы и лодка         | Пятиконечные звезды | 1958             |
|                  |                  | 5 донгов         | 150×80           | коричневый                 | Герб Северного Вьетнама, портрет Хо Ши Мина, трактор ДТ-54 | Строительство дороги | Пятиконечные звезды | 1958             |
|                  |                  | 10 донгов        | 157×85           | красный                    | Герб Северного Вьетнама, портрет Хо Ши Мина в профиль      | Фабрика              | Пятиконечные звезды | 1958             |

##### Эмиссия 1964—1975 годов
| Выпуск 1964—1975 годов | Выпуск 1964—1975 годов | Выпуск 1964—1975 годов | Выпуск 1964—1975 годов | Выпуск 1964—1975 годов               | Выпуск 1964—1975 годов                      | Выпуск 1964—1975 годов        | Выпуск 1964—1975 годов | Выпуск 1964—1975 годов |
| Изображение            | Изображение            | Номинал                | Размеры                | Основные цвета                       | Описание                                    | Описание                      | Описание               | Год выпуска            |
| Аверс                  | Реверс                 | Номинал                | Размеры                | Основные цвета                       | Аверс                                       | Реверс                        | Водяной знак           | Год выпуска            |
| ---------------------- | ---------------------- | ---------------------- | ---------------------- | ------------------------------------ | ------------------------------------------- | ----------------------------- | ---------------------- | ---------------------- |
|                        |                        | 2 су                   | 84×42                  | Пурпурный, зелёный                   | Герб Северного Вьетнама                     | Номинал                       | Отсутствует            | 1964                   |
|                        |                        | 2 су                   | 84×42                  | Пурпурный, зелёный                   | Герб Северного Вьетнама                     | Номинал                       | Отсутствует            | 1972                   |
|                        |                        | 5 су                   | 87×42                  | Пурпурный, коричневый                | Герб Северного Вьетнама                     | Номинал                       | Пятиконечные звезды    |                        |
|                        |                        | 1 хао                  | 96×48                  | Фиолетовый                           | Герб Северного Вьетнама                     | Разведение свиней             | Пятиконечные звезды    | 1969                   |
|                        |                        | 1 хао                  | 96×48                  | Фиолетовый                           | Герб Северного Вьетнама                     | Разведение свиней             | Пятиконечные звезды    | 1972                   |
|                        |                        | 1 хао                  | 96×48                  | Фиолетовый                           | Герб Северного Вьетнама                     | Разведение свиней             | Пятиконечные звезды    | 1975                   |
|                        |                        | 2 хао                  | 100×50                 | Коричнево-серый, зелёный, персиковый | Герб Северного Вьетнама                     | Обработка полей инсектицидами | Цветок лотоса          | 1970                   |
|                        |                        | 2 хао                  | 100×50                 | Коричнево-серый, зелёный, персиковый | Герб Северного Вьетнама                     | Обработка полей инсектицидами | Цветок лотоса          | 1972                   |
|                        |                        | 20 донгов              | 184×74                 | розовый, зелёный                     | Герб Северного Вьетнама, портрет Хо Ши Мина | Тракторы на поле              | Звезды в облаках       | 1969                   |

##### Эмиссия 1976 года
|  |  | 5 хао     | 107×53 | пурпурный  | Герб Вьетнама                                           | Кокосовые пальмы и лодки в реке        | Лотос       | 1976 |
|  |  | 1 донг    | 116×58 | розовый    | Герб Вьетнама                                           | металлургический завод в Тхайнгуене    | Лотос       | 1976 |
|  |  | 5 донгов  | 124×61 | оливковый  | Герб Вьетнама                                           | Рыбная ловля                           | Лотос       | 1976 |
|  |  | 10 донгов | 131×67 | фиолетовый | Герб Вьетнама                                           | трактор ТДТ-40 и слон на лесозаготовке | Отсутствует | 1976 |
|  |  | 20 донгов | 138×68 | синий      | Герб Вьетнама и портрет Хо Ши Мина                      | Тракторы возле плотины                 | Отсутствует | 1976 |
|  |  | 50 донгов | 150×75 | красный    | Пятиконечная звезда, герб Вьетнама и портрет Хо Ши Мина | Добыча открытым способом в Хонггай     | Отсутствует | 1976 |
|  |  | 50 донгов | 150×75 | красный    | Пятиконечная звезда, герб Вьетнама и портрет Хо Ши Мина | Добыча открытым способом в Хонггай     | Отсутствует | 1976 |

### Южный Вьетнам
Первый выпуск донгов был произведён в 1955 году, и, точно также, как в Северном Вьетнаме, стоимость его составляла 1:1 к индокитайскому пиастру. Индокитайский пиастр продолжал использоваться в обращении до января 1957 года. В последний выпуск банкнот в южновьетнамских донгах входили купюры в 50, 100, 200, 500, 1000, 5000 и 10 000 донгов. В сентябре 1975 года, после падения Сайгона, новая валюта Южного Вьетнама стала называться Свободный донг, обмен производился по курсу 500:1. Каждая семья могла обменять до 100 000 донгов, предприниматели и лица свободных профессий — до 200 000 донгов, суммы сверх указанных лимитов зачислялись на счета в банке.

## Объединённый Вьетнам
После объединения Вьетнама в 1978 году проведена новая денежная реформа, донг тоже был объединён. Северный донг мог быть обменян на новые донги по курсу 1:1, донг Южного Вьетнама — 10:8. 14 сентября 1985 года произведён обмен старых денежных знаков на новые по соотношению 10:1.

### Монеты
| Номинал монет | Изображение | Изображение | Металл                      | Диаметр (мм) | Вес (г) | Толщина (мм) | Гурт                          | Год  |
| ------------- | ----------- | ----------- | --------------------------- | ------------ | ------- | ------------ | ----------------------------- | ---- |
| 200 донгов    |             |             | Сталь с никелевым покрытием | 20,75        | 3,5     | 1,45         | гладкий                       | 2003 |
| 500 донгов    |             |             | Сталь с никелевым покрытием | 21,86        | 4,5     | 1,77         | Рубчатый с гладкими участками | 2003 |
| 1000 донгов   |             |             | Сталь с латунным покрытием  | 19           | 3,8     | 1,95         | рубчатый                      | 2003 |
| 2000 донгов   |             |             | Сталь с латунным покрытием  | 23,95        | 5       | 1,8          | Рубчатый с гладкими участками | 2003 |
| 5000 донгов   |             |             | Латунь                      | 25           | 7,6     | 2,2          | рубчатый                      | 2003 |

### Банкноты

#### Эмиссия 1980—1981 годов
| Выпуск 1980—1981 годов | Выпуск 1980—1981 годов | Выпуск 1980—1981 годов | Выпуск 1980—1981 годов | Выпуск 1980—1981 годов | Выпуск 1980—1981 годов             | Выпуск 1980—1981 годов  | Выпуск 1980—1981 годов | Выпуск 1980—1981 годов |
| Изображение            | Изображение            | Номинал (донгов)       | Размеры (мм)           | Основные цвета         | Описание                           | Описание                | Описание               | Дата выхода            |
| Лицевая сторона        | Оборотная сторона      | Номинал (донгов)       | Размеры (мм)           | Основные цвета         | Лицевая сторона                    | Оборотная сторона       | Водяной знак           | Дата выхода            |
| ---------------------- | ---------------------- | ---------------------- | ---------------------- | ---------------------- | ---------------------------------- | ----------------------- | ---------------------- | ---------------------- |
|                        |                        | 2                      | 116×58                 | бирюзовый, розовый     | Герб Вьетнама                      | Сцена у реки            | цветок лотоса          | 1980                   |
|                        |                        | 10                     | 131×65                 | коричневый             | Герб Вьетнама                      | дом Хо Ши Мина          | цветок лотоса          | 1981                   |
|                        |                        | 30                     | 143×70                 | пурпурный              | Герб Вьетнама и портрет Хо Ши Мина | Грузовые суда на гавани | цветок лотоса          | 1981                   |
|                        |                        | 100                    | 158×80                 | бежевый                | Герб Вьетнама и портрет Хо Ши Мина | бухта Халонг            | Хо Ши Мин в профиль    | 1981                   |

#### Эмиссия 1985 года
| Выпуск 1985 года | Выпуск 1985 года  | Выпуск 1985 года | Выпуск 1985 года | Выпуск 1985 года | Выпуск 1985 года                   | Выпуск 1985 года                                      | Выпуск 1985 года                                         | Выпуск 1985 года |
| Изображение      | Изображение       | Номинал          | Размеры (мм)     | Основные цвета   | Описание                           | Описание                                              | Описание                                                 | Дата выхода      |
| Изображение      | Изображение       | Номинал          | Размеры (мм)     | Основные цвета   | Лицевая сторона                    | Оборотная сторона                                     | Водяной знак                                             | Дата выхода      |
| Лицевая сторона  | Оборотная сторона | Номинал          | Размеры (мм)     | Основные цвета   | Лицевая сторона                    | Оборотная сторона                                     | Водяной знак                                             | Дата выхода      |
| ---------------- | ----------------- | ---------------- | ---------------- | ---------------- | ---------------------------------- | ----------------------------------------------------- | -------------------------------------------------------- | ---------------- |
|                  |                   | 5 хао            | 114×57           | розовый          | Герб Вьетнама, ханойская башня     | Номинал                                               | цветок лотоса                                            | 1985             |
|                  |                   | 1 донг           | 114×57           | бирюзовый        | Герб Вьетнама, ханойская башня     | Скалы и парусные лодки в бухте Халонг                 | цветок лотоса                                            | 1985             |
|                  |                   | 2 донга          | 114×57           | фиолетовый       | Герб Вьетнама, ханойская башня     | Скалы и парусные лодки в бухте Халонг                 | цветок лотоса                                            | 1985             |
|                  |                   | 5 донгов         | 128×64           | зелёный          | Герб Вьетнама, ханойская башня     | Лодки на фоне моста Чангтиен в Хюэ                    | цветок лотоса                                            | 1985             |
|                  |                   | 10 донгов        | 128×64           | розовый          | Герб Вьетнама, ханойская башня     | Храм Пхо Минь и Красный мост в Ханое                  | цветок лотоса                                            | 1985             |
|                  |                   | 20 донгов        | 128×64           | коричневый       | Герб Вьетнама и портрет Хо Ши Мина | Пагода на одном столбе в Ханое                        | цветок лотоса                                            | 1985             |
|                  |                   | 30 донгов        | 150×75           | синий            | Герб Вьетнама и портрет Хо Ши Мина | Башня с часами в центре                               | цветок лотоса                                            | 1985             |
|                  |                   | 50 донгов        | 150×75           | зелёный          | Герб Вьетнама и портрет Хо Ши Мина | Плотина ГЭС                                           | Повторяющийся узор из стилизованных цветков рододендрона | 1985             |
| розовый          | Мост «Тханг-Лонг» | 50 донгов        | 150×75           |                  | Герб Вьетнама и портрет Хо Ши Мина |                                                       | Повторяющийся узор из стилизованных цветков рододендрона | 1985             |
|                  |                   | 100 донгов       | 158×78           | коричневый       | Герб Вьетнама и портрет Хо Ши Мина | крестьяне сажают рис перед железной дорогой с поездом | Портрет Хо Ши Мина                                       | 1985             |
|                  |                   | 500 донгов       | 158×78           | красный          | Герб Вьетнама и портрет Хо Ши Мина | Нефтеперерабатывающий завод                           | Портрет Хо Ши Мина                                       | 1985             |

#### Эмиссия 1987—2000 годов
Из-за роста инфляции в 1987—1991 годах были выпущены новые банкноты номиналом 100, 200, 500, 1000, 2000, 5000, 10 000, 20000 и 50 000 донгов, в 1994 году — 100 000 донгов.
| Выпуск 1987—2000 годов | Выпуск 1987—2000 годов | Выпуск 1987—2000 годов | Выпуск 1987—2000 годов | Выпуск 1987—2000 годов       | Выпуск 1987—2000 годов | Выпуск 1987—2000 годов                         | Выпуск 1987—2000 годов | Выпуск 1987—2000 годов | Выпуск 1987—2000 годов |
| Изображение            | Изображение            | Номинал (донгов)       | Размеры (мм)           | Основные цвета               | Описание               | Описание                                       | Описание               | Дата выхода            |                        |
| Лицевая сторона        | Оборотная сторона      | Номинал (донгов)       | Размеры (мм)           | Основные цвета               | Лицевая сторона        | Оборотная сторона                              | Водяной знак           | Дата выхода            |                        |
| ---------------------- | ---------------------- | ---------------------- | ---------------------- | ---------------------------- | ---------------------- | ---------------------------------------------- | ---------------------- | ---------------------- | ---------------------- |
|                        |                        | 100                    | 120×60                 | зелёный                      | Герб Вьетнама, номинал | Храм Пхо Минь с пагодой и башней               | Повторяющиеся узоры    | 02.05.1992             |                        |
|                        |                        | 200                    | 130×65                 | оранжевый                    | Портрет Хо Ши Мина     | Трактор МТЗ-50 «Беларусь» на поле              | цветок лотоса          | 30.09.1987             |                        |
|                        |                        | 200                    | 130×65                 | Зеленый                      | Портрет Хо Ши Мина     | Трактор МТЗ-50 «Беларусь» на поле              | цветок лотоса          | 30.09.1987             |                        |
|                        |                        | 500                    | 130×65                 | розовый                      | Портрет Хо Ши Мина     | Пришвартованные корабли в порту Хайфона        | цветок лотоса          | 15.08.1989             |                        |
|                        |                        | 1000                   | 134×65                 | Многоцветный на липовом фоне | Портрет Хо Ши Мина     | Слон на лесозаготовке                          | цветок лотоса          | 20.10.1989             |                        |
|                        |                        | 2000                   | 133×65                 | многоцветный                 | Портрет Хо Ши Мина     | Работницы на текстильной фабрике               | Отсутствует            | 20.10.1989             |                        |
|                        |                        | 5000                   | 134×64                 | голубой                      | Портрет Хо Ши Мина     | Высоковольтные электрические линии на фоне ГЭС | Отсутствует            | 15.01.1993             |                        |
|                        |                        | 10 000                 | 140×68                 | красный                      | Портрет Хо Ши Мина     | Скалы и парусные лодки в бухте Халонг          | Портрет Хо Ши Мина     | 15.10.1994             |                        |
|                        |                        | 20 000                 | 140×68                 | синий                        | Портрет Хо Ши Мина     | Рабочие на консервном заводе                   | Портрет Хо Ши Мина     | 02.03.1993             |                        |
|                        |                        | 50 000                 | 140×68                 | зелёный                      | Портрет Хо Ши Мина     | Музей Хо Ши Мина в Хошимине                    | Портрет Хо Ши Мина     | 15.10.1994             |                        |
|                        |                        | 100 000                | 145×71                 | коричневый                   | Портрет Хо Ши Мина     | дом Хо Ши Мина в Ханое                         | Портрет Хо Ши Мина     | 01.09.2000             |                        |

#### Эмиссия 2003 года
В 2003 году Вьетнам начал выпуск банкнот нового образца, изготовленных из полимерных материалов, более устойчивых к износу.
| Серия 2003 года | Серия 2003 года   | Серия 2003 года  | Серия 2003 года | Серия 2003 года         | Серия 2003 года    | Серия 2003 года      | Серия 2003 года    | Серия 2003 года |
| Изображение     | Изображение       | Номинал (донгов) | Размеры (мм)    | Основные цвета          | Описание           | Описание             | Описание           | Дата выпуска    |
| Лицевая сторона | Оборотная сторона | Номинал (донгов) | Размеры (мм)    | Основные цвета          | Лицевая сторона    | Оборотная сторона    | Водяной знак       | Дата выпуска    |
| --------------- | ----------------- | ---------------- | --------------- | ----------------------- | ------------------ | -------------------- | ------------------ | --------------- |
|                 |                   | 10 000           | 132×60          | коричневый зелёный      | портрет Хо Ши Мина | нефтяные платформы   | Портрет Хо Ши Мина | 30 августа 2006 |
|                 |                   | 20 000           | 136×65          | голубой синий           | портрет Хо Ши Мина | крытый мост в Хойане | Портрет Хо Ши Мина | 17 мая 2006     |
|                 |                   | 50 000           | 140×65          | розовый фиолетовый      | портрет Хо Ши Мина | вид на Хюэ           | Портрет Хо Ши Мина | 17 декабря 2003 |
|                 |                   | 100 000          | 144×65          | зелёный розовый         | портрет Хо Ши Мина | Ван-Мьеу             | Портрет Хо Ши Мина | 1 сентября 2004 |
|                 |                   | 200 000          | 148×65          | оранжевый красный       | портрет Хо Ши Мина | Бухта Халонг         | Портрет Хо Ши Мина | 30 августа 2006 |
|                 |                   | 500 000          | 152×65          | сине-зелёный фиолетовый | портрет Хо Ши Мина | Портрет Хо Ши Мина   | Портрет Хо Ши Мина | 17 декабря 2003 |

#### Памятные банкноты
В 2001 году была выпущена первая памятная полимерная банкнота номиналом 50 донгов, посвящённая 50-летию со дня основания Госбанка Вьетнама.
В 2016 году была выпущена памятная полимерная банкнота номиналом 100 донгов, посвящённая 65-летию со дня основания Госбанка Вьетнама.
В обороте данные банкноты практически не используются, в связи с их низкой покупательской способностью.
| Памятные банкноты | Памятные банкноты | Памятные банкноты | Памятные банкноты | Памятные банкноты  | Памятные банкноты                 | Памятные банкноты        | Памятные банкноты          | Памятные банкноты |
| Изображение       | Изображение       | Номинал (донгов)  | Размеры (мм)      | Основные цвета     | Описание                          | Описание                 | Описание                   | Дата выхода       |
| Лицевая сторона   | Оборотная сторона | Номинал (донгов)  | Размеры (мм)      | Основные цвета     | Лицевая сторона                   | Оборотная сторона        | Водяной знак               | Дата выхода       |
| ----------------- | ----------------- | ----------------- | ----------------- | ------------------ | --------------------------------- | ------------------------ | -------------------------- | ----------------- |
|                   |                   | 50                | 165×82            | розовый            | Портрет Хо Ши Мина                | Здание Госбанка Вьетнама | Журавль и число «50»       | 2001              |
|                   |                   | 100               | 165×80            | розовый, оранжевый | Портрет Хо Ши Мина, герб Вьетнама | Здание Госбанка Вьетнама | Цветок лотоса и цифра «65» | 2016              |

## Режим валютного курса
| Год  | Курс доллара США к донгу | Курс рубля СССР/рубля РФ к донгу |
| ---- | ------------------------ | -------------------------------- |
| 1990 | 6 500                    | 10 704                           |
| 2000 | 14 428                   | 507                              |
| 2010 | 19 495                   | 630                              |
| 2020 | 23 173                   | 322                              |
| 2025 | 25 270                   | 270                              |